# Charles A. Huntington
Charles A. „Shy” Huntington (1891. július 7. – 1973. január 21.) amerikai sportoló és az Oregon Ducks edzője.
Pályafutása alatt a Ku-Klux-Klan tagja volt.

## Pályafutása
Pályafutása az Oregon Webfoots amerikaifutball-csapatának quarterbackjeként és safetyjeként kezdte. Jelentős szerepet játszott abban, hogy az 1917-es Rose Bowlt megnyerték. 1918-ban a csapat vezetőedzője lett, 1920. január 1-jén részt vettek a Rose Bowlon, ahol kikaptak.
1919–1920-ban a baseball- és a férfikosárlabda-csapat vezetőedzője volt.

## Eredményei amerikaifutball-vezetőedzőként
| Év                                         | Eredmény                                   | Eredmény                                   | Helyezés                                   | Továbbjutás                                |
| Év                                         | Összesített                                | Konferencia                                | Helyezés                                   | Továbbjutás                                |
| Oregon Webfoots (Pacific Coast Conference) | Oregon Webfoots (Pacific Coast Conference) | Oregon Webfoots (Pacific Coast Conference) | Oregon Webfoots (Pacific Coast Conference) | Oregon Webfoots (Pacific Coast Conference) |
| ------------------------------------------ | ------------------------------------------ | ------------------------------------------ | ------------------------------------------ | ------------------------------------------ |
| 1918                                       | 4–2                                        | 2–1                                        | 2.                                         | –                                          |
| 1919                                       | 5–2                                        | 2–1                                        | T–1.                                       | Rose Bowl                                  |
| 1920                                       | 3–2–1                                      | 2–1–1                                      | T–3.                                       | –                                          |
| 1921                                       | 5–1–3                                      | 0–1–2                                      | 5.                                         | –                                          |
| 1922                                       | 6–1–1                                      | 3–0–1                                      | 2.                                         | –                                          |
| 1923                                       | 3–4–1                                      | 0–4–1                                      | 8.                                         | –                                          |
| Összesen:                                  | 26–12–6                                    | 8–8–5                                      | –                                          | –                                          |
| Jelmagyarázat: Konferenciabajnok           |                                            |                                            |                                            |                                            |

## Fordítás
- Ez a szócikk részben vagy egészben  a   Charles A. Huntington című angol Wikipédia-szócikk ezen változatának fordításán alapul.  Az eredeti cikk szerkesztőit annak laptörténete sorolja fel. Ez a jelzés csupán a megfogalmazás eredetét és a szerzői jogokat jelzi, nem szolgál a cikkben szereplő információk forrásmegjelöléseként.